# Liste der Kulturgüter in Gaiserwald
Die Liste der Kulturgüter in Gaiserwald enthält alle Objekte in der Gemeinde Gaiserwald im Kanton St. Gallen, die gemäss der Haager Konvention zum Schutz von Kulturgut bei bewaffneten Konflikten, dem Bundesgesetz vom 20. Juni 2014 über den Schutz der Kulturgüter bei bewaffneten Konflikten sowie der Verordnung vom 29. Oktober 2014 über den Schutz der Kulturgüter bei bewaffneten Konflikten unter Schutz stehen.
Objekte der Kategorien A und B sind vollständig in der Liste enthalten, Objekte der Kategorie C fehlen zurzeit (Stand: 1. Januar 2023).

## Kulturgüter
| Foto |                                                                                     | Objekt                                                  | Kat. | Typ | Standort                                         | Beschreibung |
| ---- | ----------------------------------------------------------------------------------- | ------------------------------------------------------- | ---- | --- | ------------------------------------------------ | ------------ |
| ja   | Datei hochladen · Wikidata zu Katholische Pfarrkirche St. Josef (Q29523751)         | Katholische Pfarrkirche St. Josef KGS-Nr.: 08135        | A    | G   | Abtwil, Kirchweg 3.1 742260 / 254030             |              |
| ja   | Datei hochladen · Wikidata zu Alt-Meldegg, mittelalterliche Burgstelle (Q107300708) | Alt-Meldegg, mittelalterliche Burgstelle KGS-Nr.: 00406 | B    | F   | Meldegg 743478 / 255681                          |              |
| BW   | Datei hochladen · Wikidata zu Ätschberg, mittelalterliche Burgstelle (Q135405883)   | Ätschberg, mittelalterliche Burgstelle KGS-Nr.: 00490   | B    | F   | Ätschberg 741720 / 255230                        |              |
| BW   | Datei hochladen · Wikidata zu Engelburg (Q1342030)                                  | Katholische Schutzengelkirche KGS-Nr.: 08136            | B    | G   | Engelburg, St. Gallerstrasse 4.1 743484 / 256510 |              |